# بريسي رايت
بريسي رايت (بالإنجليزية: Bracey Wright)‏ مواليد 1 يوليو 1984 في ذا كولوني، هو لاعب كرة سلة أمريكي بدأ مسيرته الاحترافية في سنة 2005. تم اختياره من قبل فريق مينيسوتا تمبر ولفز خلال الدرافت ويحمل الرقم 13. يبلغ طوله 6 قدم 3 بوصة (1.9 م).

## المسيرة الاحترافية
لعب مع مينيسوتا تمبر ولفز من سنة 2005 إلى 2007، ثم لعب مع جوفينتوت بادالونا في الدوري الإسباني في موسم 2008–2009، ثم لعب مع باريس لوفالوا في الدوري الفرنسي في موسم 2010–2011، ثم لعب مع باسكت سرقسطة 2002 في الدوري الإسباني في موسم 2011–2012.

## روابط خارجية
- بريسي رايت على موقع الدوري الأوروبي لكرة السلة (الإنجليزية)
- بريسي رايت على موقع إن بي أي (الإنجليزية)
- بريسي رايت على موقع سبورتس رفرنس (الإنجليزية)
- بريسي رايت على موقع الدوري الإسباني لكرة السلة (الإسبانية)
- بريسي رايت على موقع كرة السلة الأوروبية.كوم (الإنجليزية)
- بريسي رايت على موقع كلية كرة السلة في سبورتس رفرنس.كوم (الإنجليزية)
- بريسي رايت على موقع ريلجم (الإنجليزية)
- بريسي رايت على موقع بروبوليرز (الإنجليزية)
- بريسي رايت على موقع سبورتس رفرنس (الإنجليزية)
- بريسي رايت على موقع سبورتس رفرنس (الإنجليزية)